# Myst Online: Uru Live
Myst Online: Uru Live est un jeu vidéo d'aventure massivement multijoueur développé par Cyan Worlds et édité par GameTap, sorti en 2007 sur Windows et Mac. Il fait suite à Uru: Ages Beyond Myst.

## Accueil
- IGN : 7,6/10[1]